# 1716 год в науке
В 1716 году в науке и технике произошло несколько значимых событий.

## Химия
- В Германии опубликован Collegium physico-chymicum experimentale, oder, Laboratorium chymicum, справочник по экспериментальной химии Иоганна Кункеля (1630—1703).

## Мероприятия
- Царь Пётр Великий в Лейденском университете посетил врача Германа Бургаве[1].

## Родились
- 12 января — Антонио де Ульоа, испанский геодезист и астроном (умер в 1795)
- 6 марта — Пер Кальм, финский (шведский) естествоиспытатель, путешественник, экономист, ботаник и исследователь (умер в 1779)
- 29 мая — Луи Жан-Мари Добантон, французский натуралист (умер в 1799)
- около 18 августа — Йохан Мауритс Мор[англ.], голландский пастор, астроном, метеоролог и вулканолог (умер в 1775)
- 3 октября — Джованни Баттиста Беккариа, итальянский физик (умер в 1781)
- 4 октября — Джеймс Линд, шотландский врач, пионер гигиены в британском Королевском флоте (умер в 1794)
- 27 декабря — Леонардо Ксименес[англ.], итальянский математик, инженер, астроном и географ (умер в 1786)
- дата неизвестна — Джеймс Бриндли, английский инженер и изобретатель (умер в 1772)

## Скончались
- 14 ноября — Готфрид Лейбниц, немецкий учёный и математик (род. в 1646)